# Wilfrith I.
Wilfrith I. († zwischen 743 und 745) war Bischof von Worcester. Er wurde 718 zum Bischof geweiht und trat sein Amt im gleichen Jahr an. Er starb zwischen 743 und 745. Es gibt Vermutungen, dass sein genaues Todesdatum der 29. April 744 ist.